# Bataille de la rivière Bilin
Théâtre d'Asie du Sud-Est de la Seconde Guerre mondiale
Batailles
Invasion japonaise de la Birmanie :
- Rivière Bilin
- Pont de la Sittang
- Pégou
- Barrage routier de Taukkyan
- Route Yunnan-Birmanie (Tachiao
- Oktwin
- Taungû)
- Shwedaung
- Prome
- Yenangyaung

Opérations en Birmanie (1942-1943) :
- Arakan
- The Hump
- Chindits
- Nord de la Birmanie et ouest du Yunnan

Opérations en Birmanie en 1944 :
- Chindits (2)
- Admin Box
- U-Go (Imphal
- Sangshak
- Court de tennis
- Kohima)
- Myitkyina
- Mogaung
- Mont Song

Opérations en Birmanie (1944-1945) :
- Meiktila et Mandalay
- Pakokku et Irrawaddy
- Colline 170
- Île de Ramree
- Tanlwe Chaung
- Dracula
- Elephant Point
- Coude de la Sittang

La bataille de la rivière Bilin est la première grande bataille de la campagne de Birmanie pendant la Seconde Guerre mondiale. Elle s'est déroulée entre le 14 et le 18 février 1942 et vit une victoire tactique du Japon sur l'armée indienne britannique, conduisant à une victoire décisive pour le Japon immédiatement après à la bataille du pont de la Sittang.
Le brigadier Sir John George Smyth, VC — qui commandait la 17e division d'infanterie de l'armée indienne britannique à Bilin — déclara au sujet de la rivière : « à cette époque de l'année celle-ci n'était qu'un fossé, mais une bonne ligne de coordination ». La 17e division était, à ce moment-là, une nouvelle formation qui n'avait pas encore connu son baptême du feu.
Le 112e bataillon japonais de l'armée du Sud entra en Birmanie le 15 janvier. Ceux-ci prirent Tavoy le 19 janvier, coupant la garnison de Mergui (qui se retira par la mer). À la suite de cette avancée, ils prirent trois petits aérodromes, leur offrant un appui aérien rapproché, avant d'avancer vers Kawkareik.
Smyth voulait se replier immédiatement sur un meilleur terrain défensif, mais il reçut l'ordre de « rester sur place».

## Prélude
Le 26 janvier, la 55e division japonaise avance sur Moulmein afin de prendre la ville pour bénéficier d'un aérodrome de plus. Le terrain difficile rend la tâche ardue pour les Indiens en défense. Toute tentative de retraite s'annonce aussi compliqué, car aucun pont de repli ne traverse le golfe de Martaban ; toute retraite devrait se faire par ferry.
L'armée indienne britannique tient pendant deux jours de combats acharnés, avant de s'enfuir sur un bateau à vapeur. Dans ce cadre, ceux-ci perdent environ 600 soldats et une quantité importante de matériel.
Smyth envoie le brigadier David Tennant Cowan à Rangoun pour parler avec le commandant de l'armée, le général Hutton, et demander la permission de se replier derrière le Sittang. Dans ce que Smyth appelle une « décision désastreuse », et peut-être influencé par ses propres ordres de plus haut, Hutton refusa cette requête.

## La bataille
La 17e division parvient à tenir à la rivière Bilin pendant deux jours de combats rapprochés dans la jungle. La tactique japonaise vise le débordement puis l'encerclement imminent. Hutton, conscient d'un revers inévitable, fait le déplacement depuis de Rangoun et donne à Smyth la permission de se replier. La 17e division se désengage sous le couvert de l'obscurité et bas en retraite sur 50 km le long de la piste poussiéreuse jusqu'au pont de la Sittang.

## Conséquences
La 17e division se retire lentement vers le pont sur la rivière Sittang, avant d'être débordée par les Japonais qui atteignent la zone du pont et forcent sa démolition, coinçant la majeure partie de la 17e division du mauvais côté du fleuve. Alors que la plupart des hommes purent finalement traverser le cours d'eau, la quasi-totalité de leur équipement avait été perdu.